# Giải bóng đá hạng nhì quốc gia Cộng hòa Síp 1988–89
Giải bóng đá hạng nhì quốc gia Cộng hòa Síp 1988–89  là mùa giải thứ 34 của bóng đá hạng nhì Cộng hòa Síp. Evagoras Paphos giành danh hiệu thứ 4.

## Thể thức thi đấu
Có 15 đội tham gia Giải bóng đá hạng nhì quốc gia Cộng hòa Síp 1988–89. Tất cả các đội đều thi đấu 2 trận, một trân sân nhà và một trận sân khách. Đội nhiều điểm nhất sẽ lên ngôi vô địch. Hai đội đầu bảng xuống hạng Giải bóng đá hạng nhất quốc gia Cộng hòa Síp 1989–90. Ba đội cuối bảng xuống hạng Giải bóng đá hạng ba quốc gia Cộng hòa Síp 1989–90.

### Hệ thống điểm
Các đội bóng nhận được 2 điểm cho một trận thắng, 1 điểm cho một trận hòa và 0 điểm cho một trận thua.

## Thay đổi so với mùa giải trước
Các đội thăng hạng Giải bóng đá hạng nhất quốc gia Cộng hòa Síp 1988–89
- Keravnos Strovolou FC
- Omonia Aradippou

Các đội xuống hạng từ Giải bóng đá hạng nhất quốc gia Cộng hòa Síp 1987–88
- APEP FC
- Alki Larnaca FC
- Anagennisi Deryneia FC

Các đội thăng hạng từ Giải bóng đá hạng ba quốc gia Cộng hòa Síp 1987–88
- Digenis Akritas Morphou FC
- Chalkanoras Idaliou

Các đội xuống hạng Giải bóng đá hạng ba quốc gia Cộng hòa Síp 1988–89
- Digenis Akritas Ipsona
- PAEEK FC
- Othellos Athienou FC

## Bảng xếp hạng
| Vị thứ | Đội                        | St. | T. | H. | B. | BT. | BB. | HS. | Đ. | Ghi chú                                                                  |
| ------ | -------------------------- | --- | -- | -- | -- | --- | --- | --- | -- | ------------------------------------------------------------------------ |
| 1      | Evagoras Paphos            | 28  |    |    |    | 65  | 29  | +36 | 39 | Vô địch-thăng hạng Giải bóng đá hạng nhất quốc gia Cộng hòa Síp 1989–90. |
| 2      | Alki Larnaca FC            | 28  |    |    |    | 43  | 19  | +24 | 37 | Thăng hạng Giải bóng đá hạng nhất quốc gia Cộng hòa Síp 1989–90.         |
| 3      | APEP FC                    | 28  |    |    |    | 35  | 33  | +2  | 33 |                                                                          |
| 4      | Anagennisi Deryneia FC     | 28  |    |    |    | 51  | 31  | +20 | 32 |                                                                          |
| 5      | Doxa Katokopias FC         | 28  |    |    |    | 22  | 27  | -5  | 27 |                                                                          |
| 6      | Orfeas Nicosia             | 28  |    |    |    | 35  | 43  | -8  | 27 |                                                                          |
| 7      | Chalkanoras Idaliou        | 28  |    |    |    | 35  | 32  | +3  | 26 |                                                                          |
| 8      | Elpida Xylofagou           | 28  |    |    |    | 35  | 40  | -5  | 26 |                                                                          |
| 9      | Digenis Akritas Morphou FC | 28  |    |    |    | 27  | 32  | -5  | 26 |                                                                          |
| 10     | Onisilos Sotira            | 28  |    |    |    | 33  | 41  | -8  | 26 |                                                                          |
| 11     | Akritas Chlorakas          | 28  |    |    |    | 29  | 37  | -8  | 26 |                                                                          |
| 12     | Ethnikos Defteras          | 28  |    |    |    | 22  | 32  | -10 | 26 |                                                                          |
| 13     | Adonis Idaliou             | 28  |    |    |    | 29  | 35  | -6  | 25 | Xuống hạng Giải bóng đá hạng ba quốc gia Cộng hòa Síp 1989–90.           |
| 14     | ENTHOI Lakatamia FC        | 28  |    |    |    | 31  | 36  | -5  | 24 | Xuống hạng Giải bóng đá hạng ba quốc gia Cộng hòa Síp 1989–90.           |
| 15     | Ermis Aradippou FC         | 28  |    |    |    | 34  | 57  | -23 | 20 | Xuống hạng Giải bóng đá hạng ba quốc gia Cộng hòa Síp 1989–90.           |

Hệ thống điểm: Thắng=2 điểm, Hòa=1 điểm, Thua=0 điểm
Quy tắc xếp hạng: 1) Điểm, 2) Hiệu số, 3) Bàn thắng